# MNS식 혈액형
MNS식 혈액형은 혈액형 체계의 하나이다. M항원이나 N항원중 하나 이상의 항원이 있는 사람끼리는 수혈과 헌혈을 자유롭게 할 수 있다. 대부분의 사람은 M항원이나 N항원중 하나를 갖고 있으므로 일반인이 수혈과 헌혈을 할 때는 따질 필요가 없다.

## MN형
인간의 MN형은 공동우성 대립유전자 LM과 LN 쌍에 의해 통제된다. 이누이트 인구의 대부분의 사람들은 M/M이며 이는 오스트레일리아 원주민들에게는 드물다.

## MkMk형
MkMk형(MkMk型)은 희귀 혈액형 중 하나로, MNS 혈액형 군의 항원이 없다. 이 혈액형은 같은 혈액형이 아니면 수혈부작용이 일어날수가 있어 같은 MkMk형끼리만 수혈이 가능하다.
겸상 적혈구 빈혈(sickle cell anemia)에 걸린 한 위스콘신주의 흑인 아이가 수혈이 급히 필요하여 혈액형 검사를 하였더니 MNSs 혈액형군의 항원이 없는 MkMk라는 세계적으로 아주 희귀한 혈액형인 것으로 판명이 났던적이 있다. 이 경우 혈액형이 같지 않으면 심한 용혈성 수혈부작용을 일으키게 되므로 같은 혈액형을 찾기 위하여 노력하였으나 워낙 희귀한 혈액형이라 발만 동동 굴리고 있었다. 이때 마침 혈액원을 방문한 일본 의사가 일본에서 MkMk 혈액형을 가진 사람을 찾았고 그 사람이 쾌히 헌혈을 하여 그 혈액을 밀워키로 보내 그 아이의 생명을 살렸다.